# Julia Kołakowska
Julia Kołakowska-Bytner (ur. 2 stycznia 1981 w Olsztynie) – polska aktorka dubbingowa i radiowa, absolwentka Studia Aktorskiego przy Teatrze im. Stefana Jaracza w Olsztynie w 2004 roku. Jest także jednym z głosów telewizji Disney Channel. Dubbinguje postacie ze znanej gry „League of Legends” – Lux, Cassiopeia, Fizz, Orianna.

## Polski dubbing
- 2016: Harmidom – Honia Harmidomska
- 2014: Totalna Porażka na wyspie Pahkitew – Sky
- 2014: Totalna Porażka: Plejada gwiazd – Gwen
- 2013: Max Steel – Molly McGrath
- 2012: Totalna Porażka: Zemsta Wyspy – Dawn
- 2012: Slugterra – Sylvia
- 2012: Monsuno – Marshall
- 2011: Scooby Doo i Brygada Detektywów – Brenda
- 2010: My little pony: przyjaźń to magia – Pinkie Pie
- 2009: Aniołki i spółka – Raf
- 2007: Bibi Blocksberg – Flauipaui